# Пауль Рудольф
Пауль Рудольф (6 грудня 1892 — 20 століття) — швейцарський академічний веслувальник.
Олімпійський чемпіон 1920 року в складі розпашної четвірки зі стерновим.
Чемпіон Європи 1912 (вісімки), 1920 (розпашні четвірки зі стерновим), 1920 (вісімки), 1921 (розпашні четвірки зі стерновим), 1921 (вісімки) років.